# Reisfeldkunst

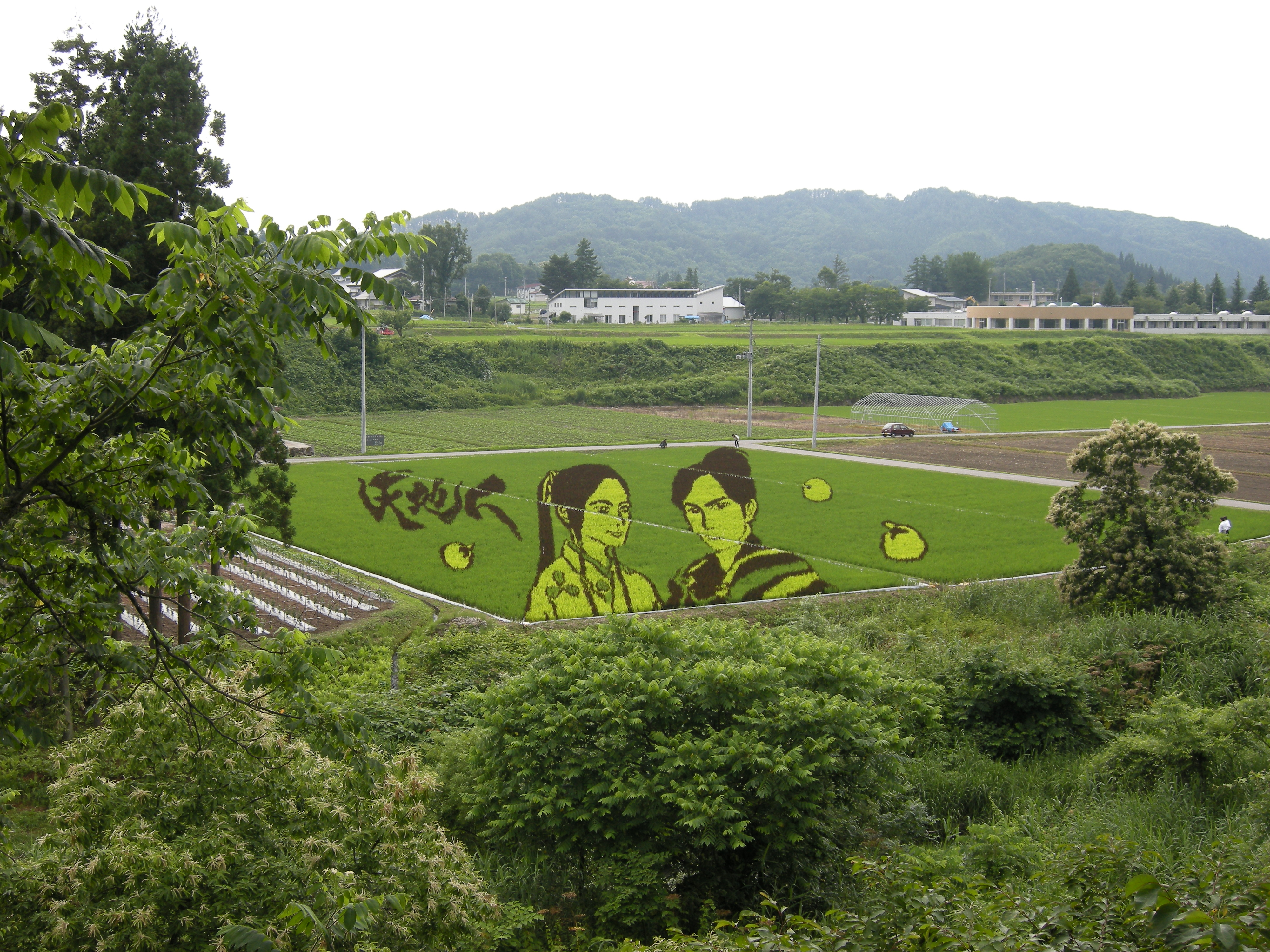
Reisfeldkunst in Yonezawa, Präfektur Yamagata

Reisfeldkunst ist eine Kunstform, bei der Bauern ihre Reisfelder so bepflanzen, dass großformatige Bilder entstehen.

## Geschichte
1993 wurden  zur Wiederbelebung des Dorfes Inakadate in der nordjapanischen Präfektur Aomori hinter dem Rathaus ein Feld so mit unterschiedlichen Reissorten bepflanzt, dass ein Bild entstand. Zum Betrachten dieses Bildes wurde ein 22 Meter hoher Aussichtsturm errichtet. Bereits im Jahr 2006 zog dieses Kunstwerk mehr als 200.000 zahlende Besucher an.
Im Jahr 2015 wurde für den Livestream der Felder eine Videokamera installiert.
Im Winter 2016 gestaltete der Schneekünstler Simon Beck im Ort ein Schneekunstwerk.

## Bilder (Auswahl)
- 2003 – Leonardo da Vinci, "Mona Lisa"
- 2007 – Hokusai – aus 36 Ansichten des Berges Fuji: "Die große Welle vor Kanagawa"
- 2008 – Ebisu
- 2009 – Napoleon
- 2013 – Geisha und Marilyn Monroe, Ultraman
- 2015 – Vom Winde verweht, Star Wars
- 2016 – Shin Godzilla
- 2017 – Momotarō

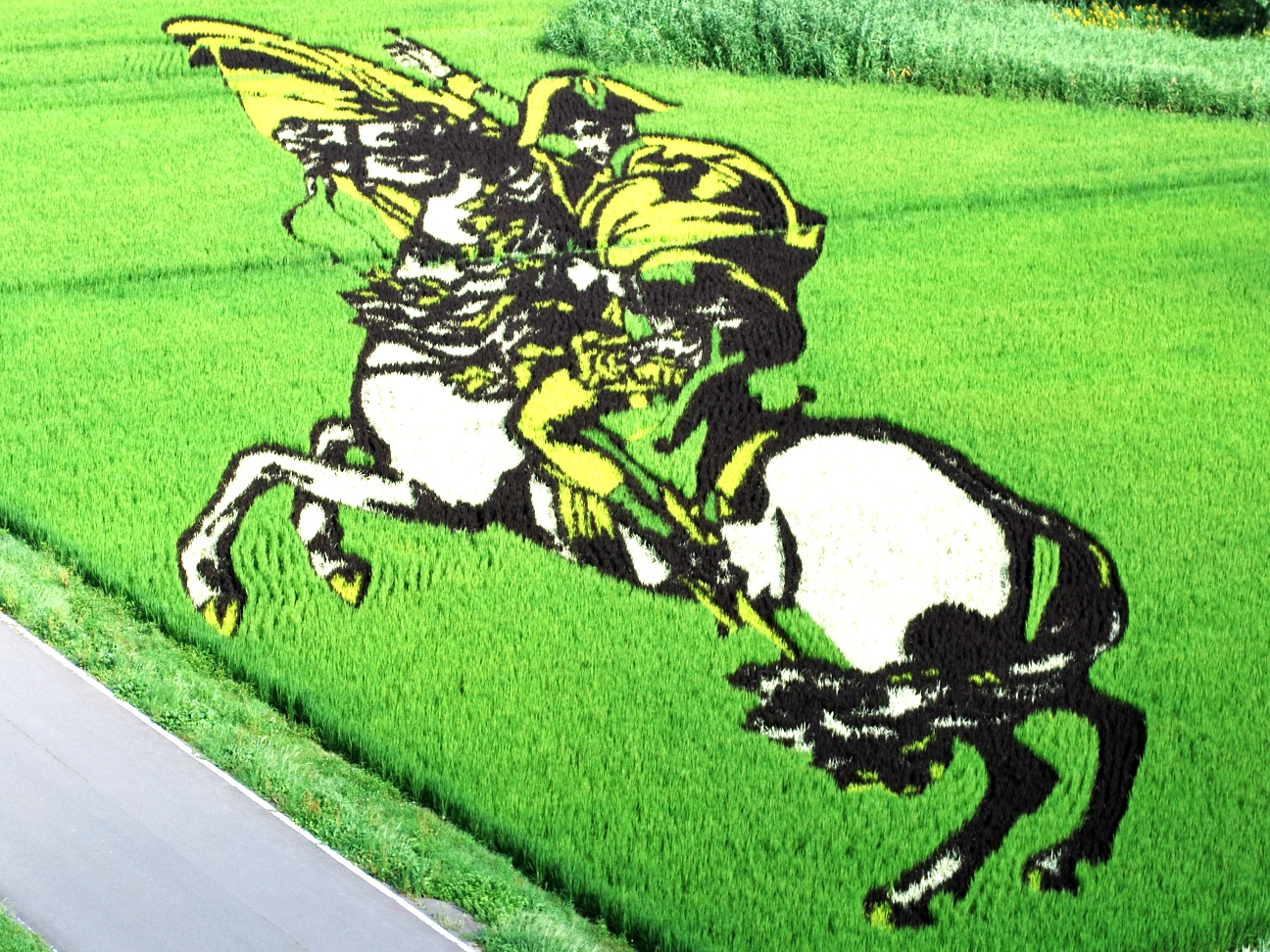
2009 wurde in Inakadate dieses Bild Napoleons gestaltet
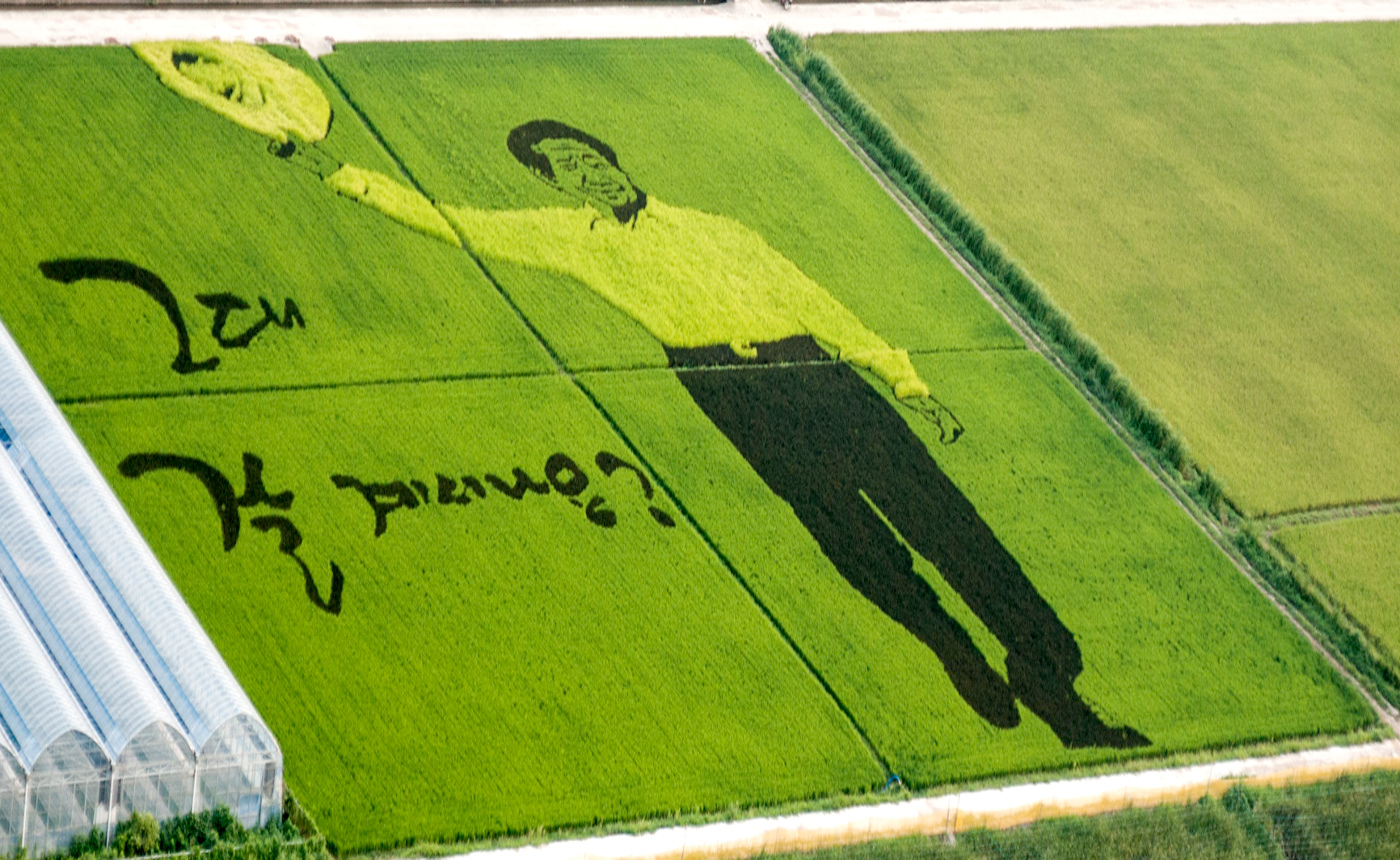
In Südkorea grüßt Präsident Roh Moo-hyun
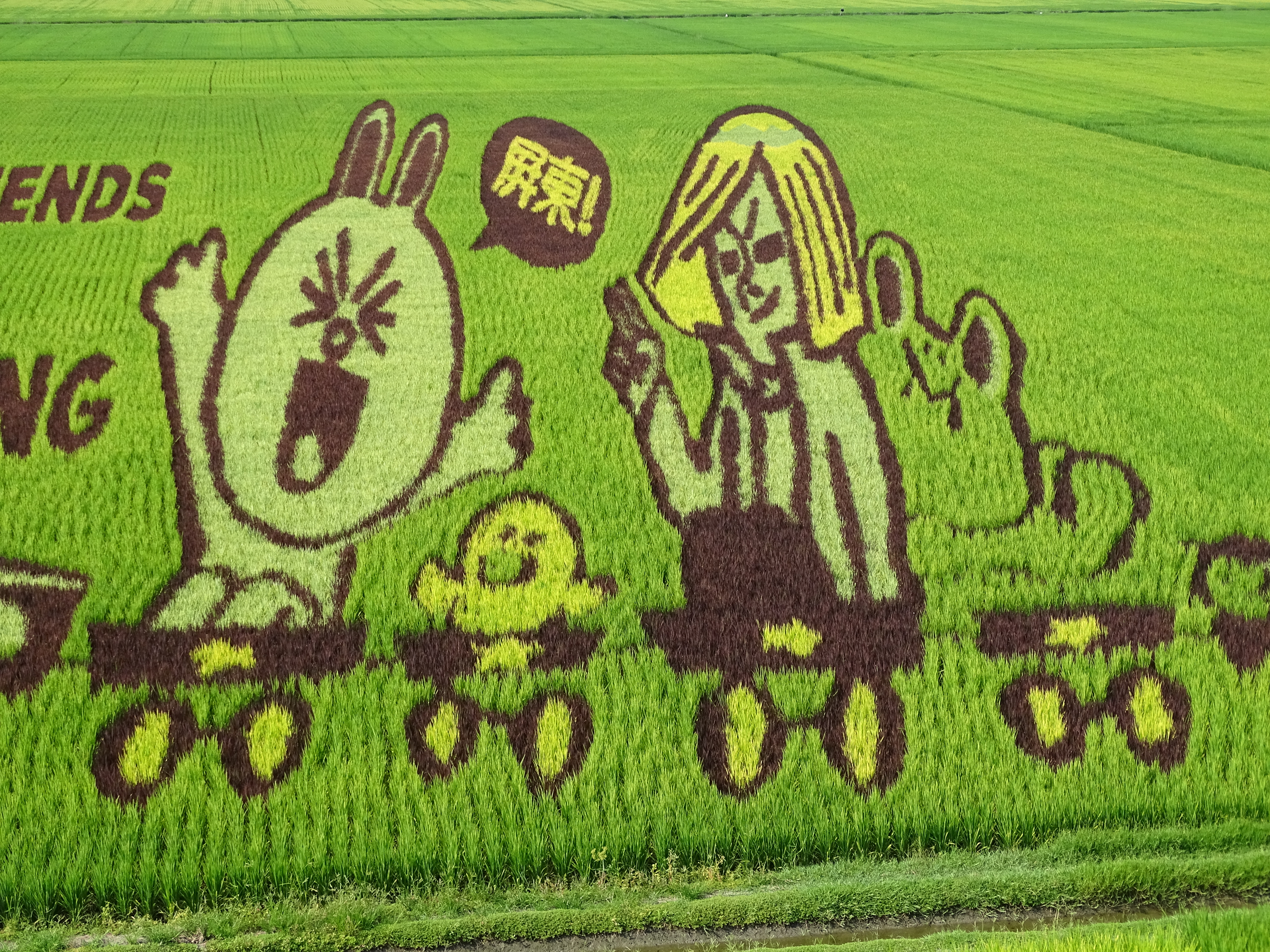
Diese Comic-Figuren wurden auf Taiwan gestaltet
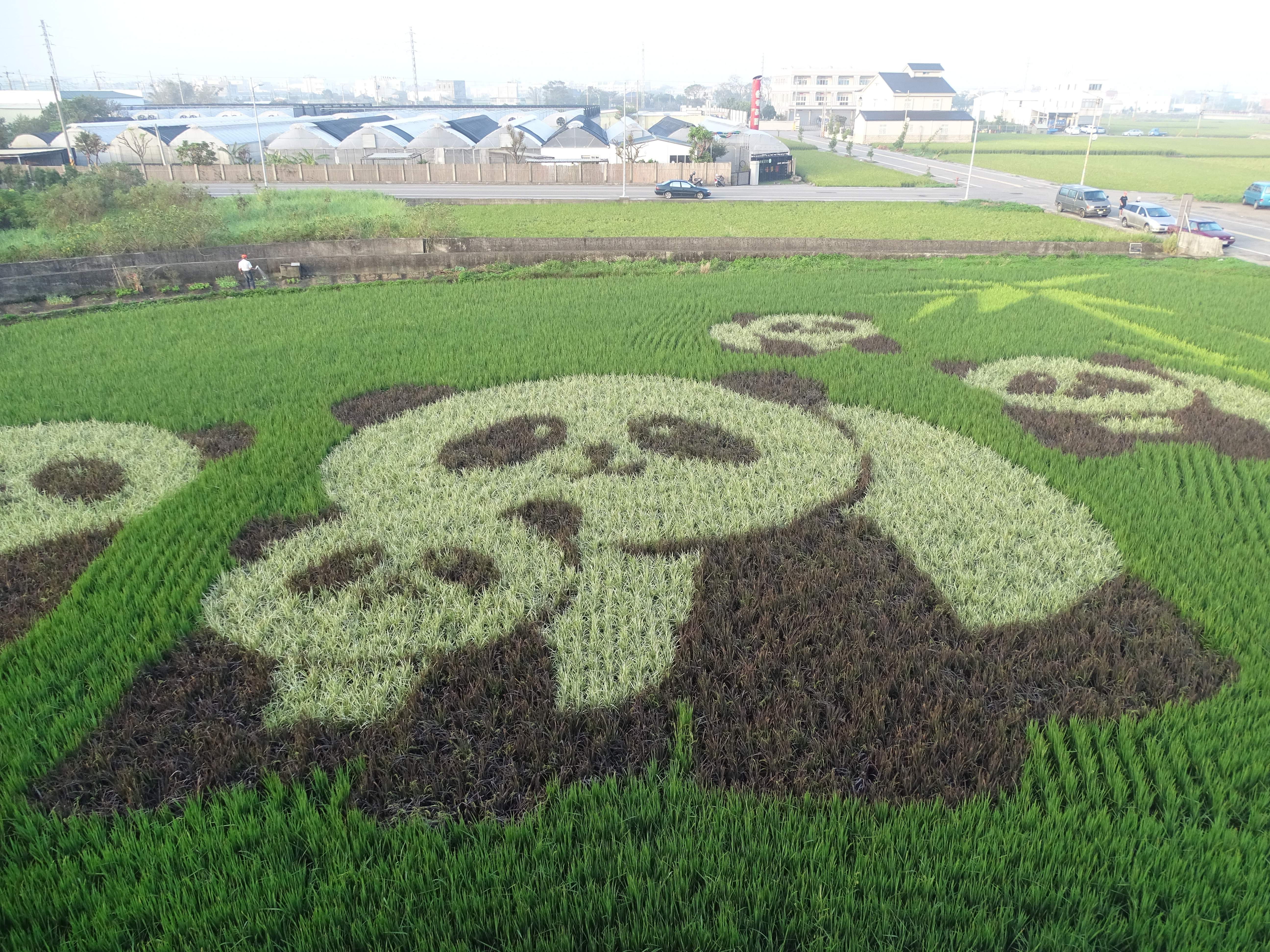
Auch diese Pandas waren auf Taiwan